# Marié Digby
Marié Christina Digby (* 16. dubna 1983, New York) je americká písničkářka, kytaristka a klavíristka, nejlépe známá pro svou akustickou verzi skladby od Rihanny "Umbrella", která přitahla pozornost na YouTube v roce 2007. Tato píseň byla později hrána i na některých českých rádiových stanicích.
První oficiální singl Say It Again byl vysílán na rozhlasových stanicích od 18. ledna 2008. Její debutové album Unfold se začalo prodávat 8. dubna 2008.
Otec je irský Američan a matka Japonka, má dvě mladší sestry. Písničky začala psát během studia na vysoké škole v Los Angeles v Kalifornii.

## Diskografie
- 2007: Start Here EP
- 2008: Unfold
- 2009: Breathing Underwater